# Breitbart News
Breitbart News Network (også kendt som Breitbart News, Breitbart.com eller bare Breitbart) er en amerikansk højreekstrem hjemmeside for nyheder og meningsdannelse, som blev grundlagt i 2007 af Andrew Breitbart (1969-2012). Hjemmesiden betegner sig selv som konservativt og identificerer sig som en del af den politiske højrefløj.
Breitbart News har sin hovedredaktion i Los Angeles; dertil kommer filialer i Texas, London og Jerusalem. Medgrundlæggeren Larry Solov er formelt ejer og administrerende direktør. Andre ledende personer er Joel Pollak, lederskribent, og Alexander Marlow, chefredaktør.
Andews Breitbart fik ideen til at grundlægge en hjemmeside under et besøg i Israel i sommeren 2007. Ideen var, at hjemmesiden skulle være "friheds- og Israelelskende uden undskyldninger". Breitbart kom senere til at placere sig i samme segment som den europæiske højrepopulisme og det amerikanske alternative højre under ledelse af den tidligere arbejdende bestyrelsesformand, Steve Bannon. New York Times beskriver Breitbart News som en organisation med "ideologidrevne journalister", som skaber kontroverser "om materiale som betegnes kvindefjendsk, fremmedfjendsk og racistisk." Bannon udråbte hjemmesiden som "platform for det nye højre" i 2016, men han benægtede alle påstande om, at den skulle være racistisk og tilføjede senere, at han tog afstand fra de "etnonationalistiske" strømninger inden for det alternative højre. Breitbart News' ejere benægter, at hjemmesiden har nogen forbindelse til det alternative højre, og at man skulle have fremmet racistiske og "hvid magt"-hensigter. Breitbart News støttede Donald Trumps præsidentvalgkampagne i 2016, og politologen Matthew Goodwin beskrev Breitbart News som værende ultrakonservativ.
Breitbart News har været indblandet i ACORN-skandalen i 2009, afskedigelsen af Shirley Sherrod, turbulensen omkring Anthony Weiner, historien om Friends of Hamas, en annoncekampagne for Breitbart Californien, hvor man anvendte billeder af Nancy Pelosi og Miley Cyrus uden deres godkendelse, en ukorrekt udpegning af Loretta Lynch som værende delagtig i Whitewaterskandalen samt Michelle Fields' anklager mod Corey Lewandowski. Kort efter præsidentvalget i 2016 valgte et antal annoncører, fx Kellogg's, at stoppe deres annoncering på hjemmesiden, hvilket fik Breitbart News til at opfordre sine læsere til at boykotte Kellogg's varer. Siden hævdes det, at over 1000 firmaer har trukket sig som annoncører på Breitbart News, blandt andet på opfordring af aktivitstgruppen Sleeping Giants.